# Ферганска област
Ферганска област (на узбекски: Farg'ona viloyati) е една от 12-те области (вилояти) на Узбекистан. Площ 6800 km² (10-о място по големина в Узбекистан, 1,52% от нейната площ). Население на 1 януари 2019 г. 3 683 100 души (2-ро място по население в Узбекистан, 10,99% от нейното население). Административен център град Фергана. Разстояние от Ташкент до Фергана 419 km.

## Историческа справка
Най-старият град във Ферганска област е Маргилан, един от най-древните градове в Средна Азия, известен от историческите източници от 10 век. През 1876 г. официално за град е утвърдено селището Коканд, известно също от 10 век. Същата година на 16 km южно от Маргилан е основано селището Нови Маргилан, което веднага е утвърдено за град и става административен център на района. От 1910 до 1924 г. носи името Скобелев, а след това Фергана. Останалите 6 града в областта са признати за такива по време на съветската власт в периода от 1974 до 1983 г. Ферганска област е образувана на 15 януари 1938 г. На 6 март 1941 г. от северните ѝ райони е образувана Наманганска област, а от източните – Андижанска област.

## Географска характеристика
Ферганска област се намира източна част на Узбекистан. На юг граничи с Ошка област на Киргизстан, на запад – със Согдийска област на Таджикистан, на север – с Наманганска област и на североизток – с Андижанска област. Южно от областта на територията на Ошка област на Киргизстан се намират 3 анклава (Сух, Шахимардан и Чонг Кара, които също са част от територията на Ферганска област и съответно на Узбекистан. В тези си граници заема площ от 6800 km² (10-о място по големина в Узбекистан, 1,52% от нейната площ). Дължина от запад на изток 172 km, ширина от север на юг 70 km.
Северната част на областта е заета от Куштепинското възвишение и Язъяванската степ, които са части от обширната Ферганска котловина. От юг котловината е обградена от наносните конуси на реките стичащи се от Алайския хребет. На юг се простират т.нар. „адири“ (ниски предпланински части), които още по̀ на юг, в по-горе изброените анклави се сменят с крайните северни склонове на Алайския хребет. В анклава Шахимардан се намира най-високата точка на областта 2675 m (39°57′23″ с. ш. 71°48′41″ и. д. / 39.956389° с. ш. 71.811389° и. д.).
Климатът е континентален със сравнително мека зима и горещо лято. Средна януарска температура във Фергана -3,2 °C, а средна юлска 28 °C. Годишната сума на валежите е около 100 mm на запад, в района на град Коканд, до 170 mm на изток и до 270 mm в предпланинските райони, като падат предимно през пролетта. Продължителността на вегетационния период (минимална денонощна температура 5 °C) е 210 – 220 денонощия.
По северозападната граница на областта преминава участък от горното течение на река Сърдаря). От Алайския хребет на север се стичат реките Исфайрамсай, Шахимардан, Сух, Исфара и др., които не достигат до Сърдаря панеже водите им на 100% се отклоняват за напояване по изградените напоителни канали. Реките са с ледниково-снежно (река Сух с предимно ледниково) подхранване, с ясно изразено пълноводие през юли и август.
Преобладават сивите и ливадно-блатните почви, в района на „адирите“ са развити основно типичните и светлосивите почви, а по терасите на Сърдаря – алувиално-ливадните почви. В северните части на областта има солончакови ливади и типични солончаци. Значителна част от територията на областта е заета от обработваеми земи. В оазисите виреят пирамидална топола, караагач и др., а по долините на реките малки широколистни и арчови (вид средноазиатска хвойна) горички. Животинският свят е представен от дива свиня (по долината на Сърдаря), а в зоната на „адирите“ и предпланините на Алайския хребет се срещат вълк, лисица, заек, язовец, бодлокож. Има множество видове птици, влечуги и паякообразни.

## Население
На 1 януари 2019 г. населението на Ферганска област област е наброявало 3 683 100 души (10,99% от населението на Узбекистан). Гъстота 541,63 души/km². Етнически състав: узбеки 75,0%, руснаци 9,4%, таджики 5,0%, татари 4,1%, киргизи 2,3% и др.

## Административно-териториално деление
В административно-териториално отношение Ферганска област се дели на 15 административни района (тумана), 9 града, в т.ч. 4 града с областно подчинение и 5 града с районно подчинение, 204 селища от градски тип и 5 градски района в град Фергана.
| Административна единица       | Площ (km²) | Население (2017 г.) | Административен център | Население (2017 г.) | Разстояние до Фергана (в km) | Други градове и сгт с районно подчинение |
| ----------------------------- | ---------- | ------------------- | ---------------------- | ------------------- | ---------------------------- | --- |
| Град с областно подчинение    |            |                     |                        |                     |                              | |
| 1. Коканд                     | 40         | 246 900             | гр. Коканд             | 264 900             | 86                           | Мукими |
| 2. Кувасай                    | 264        | 84 500              | гр. Кувасай            | 74 500              | 17                           | Арсиф, Дустлик, Калача, Кучкарчи, Муян, Найман, Суфан |
| 3. Маргилан                   | 41         | 238 930             | гр. Маргилан           | 215 400             | 16                           | Янги Маргилан |
| 4. Фергана                    | 97         | 380 800             | гр. Фергана            | 264 900             | -                            | Акарък, Бешбола, Йормозор |
| Административен район (туман) |            |                     |                        |                     |                              | |
| 1. Алтъаръкски                | 630        | 191 700             | сгт Алтъарък           | 8781                | 36                           | Азимабад, Бурбалик, Джурек, Ескиараб, Зилха, Катпут, Окбуйра, Паласан, Повулган, Чордара, Янгиараб, Янгикурган |
| 2. Багдадски                  | 330        | 190 100             | сгт Багдад             | 10 086              | 70                           | Амиробод, Багдад-2, Бекабад, Богишамол, Бордон, Дурманча, Иргали, Каракчитол, Кахат, Киркболди, Конизар, Кущегирмон, Маткулабад, Мирзаабад, Самандарак, Самарканд, Ултарма, Хуснабад, Чекмирзаабад, Чуринди                   |
| 3. Бешаръкски                 | 770        | 204 600             | гр. Бешарък            | 17 289              | 128                          | Актовук, Бешкапа, Заркайнар, Капаянги, Кумкишлак, Рапкан, Товул, Узун, Чимбай, Яккатут |
| 4. Буйвадински                | 280        | 202 600             | сгт Ибрат              | 16 100              | 82                           | Аккурган, Бачкир-1, Бачкир-2, Бегабад, Бувайда, Джалаер, Кум, Найман, Урганжи |
| 5. Дангарински                | 450        | 155 200             | сгт Дангара            | 7983                | 115                          | Доимабад, Катта Ганжиравон, Катта Турк, Кум Кияли, Топтиксарай, Тумор, Урганжи, Янгикишлак |
| 9. Кувински                   | 437        | 231 700             | гр. Кува               | 39 975              | 40                           | Алтиарък, Бегабад, Гулистан, Дамарик, Джараер, Кайирма, Какир, Кандабулок, Карашох, Мустакиллик, Пастки Хужа Хасан, Толмазор, Турк, Узбек, Юзия                                                                               |
| 8. Кущепински                 | 390        | 169 800             | кишлак Лангар          | 1800                | 22                           | Актепа, Болтакул, Гищмон, Дурмон, Ешотгузар, Каражийда, Каракалпак, Катта Бешкапа, Кизиларък, Кумтепа, Сармозор, Хотинарък, Шахартепа, Янгиарък                                                                               |
| 10. Рищански                  | 420        | 180 600             | гр. Рищан              | 50 200              | 55                           | Авазбай, Акер, Бешкапа, Бужай, Бустан, Джалаер, Дутир, Зохидан, Кайрагач, Пандиган, Туда, Уйрат, Хурамабад |
| 11. Сухски                    | 352        | 68 800              | сгт Раван              | 5900                | 119                          | Кария, Сариканда, Сух, Тул, Хушор, Янгиарък |
| 12. Ташлакски                 | 240        | 179 700             | сгт Ташлак             | 12 007              | 15                           | Арабмозор, Ахшак, Варзак, Заркент, Кумарик, Найман, Садда, Турват, Яккатут |
| 14. Узбекски                  | 690        | 212 900             | гр. Яйпан              | 21 000              | 123                          | Авгон, Айимча Какир, Акмачит, Акта Тагаб, Дахана Какир, Ислам, Катта Тагаб, Кизил Какир, Кичик Тагаб, Конизар, Кудаш, Кулелаш, Кулибек, Кумбосди, Курганча, Кушкунак, Нурсук, Овчи, Укчи Дащ, Укчи Ражабгарди, Шорсу, Яккатут |
| 13. Учкуприкски               | 280        | 203 000             | сгт Учкуприк           | 36 500              | 88                           | Бегабад, Гиждан, Катта Кашкар, Куконбай, Кумарик, Мирзахужа, Палахон, Собиржан, Тургок, Янгикишлак |
| 6. Фергански                  | 620        | 193 500             | сгт Вуадил             | 17 551              | 25                           | Аввал, Арча, Вуадил-2, Дамкул, Йошларабад, Кургонтепа, Лаган, Лангар, Миндон, Новкент, Парвоз, Сойбуйи, Х.Зайниев, Хонкиз, Хуроба, Чимион, Шахимарданабад, Юкари Актепа, Юкари Миндан                                         |
| 7. Фуркатски                  | 310        | 105 400             | сгт Навбахор           | 3500                | 112                          | Ески, Ешон, Калдушат, Куконбай, Томоша, Чек Чувалзаг, Шойинбек |
| 15. Язъявански                | 440        | 98 300              | сгт Язъяван            | 7458                | 36                           | Йозевончек, Карасакал, Каратал-2, Каратепа, Сойбуйи, Тощховуз, Хонабад, Юлдошабад |